# Basil McRae
Basil Paul McRae, född 5 januari 1961, är en kanadensisk före detta professionell ishockeyspelare som tillbringade 16 säsonger i den nordamerikanska ishockeyligan National Hockey League (NHL), där han spelade för ishockeyorganisationerna Québec Nordiques, Toronto Maple Leafs, Detroit Red Wings, Minnesota North Stars, Tampa Bay Lightning, St. Louis Blues och Chicago Blackhawks. McRae producerade 136 poäng (53 mål och 83 assists) samt drog på sig 2 453 utvisningsminuter på 576 grundspelsmatcher. Han spelade också på lägre nivåer för Fredericton Express, St. Catharines Saints och Adirondack Red Wings i AHL, Peoria Rivermen i IHL och London Knights i Ontario Hockey League (OHL).
McRae draftades i femte rundan i 1980 års draft av Québec Nordiques som 87:e spelaren totalt.
Efter karriären driver han sin egen försäkringsfirma och är delägare i juniorishockeylaget London Knights i OHL. Han är också amatörscout för NHL-organisationen Columbus Blue Jackets med ansvar för den kanadensiska provinsen Ontario sedan 2013. Tidigare var han också amatörscout för St. Louis Blues i två omgångar, 2007-2010 och 2011-2012, där emellan var han assisterande tränare för det finska ishockeylaget Jokerit i Liiga.
Han är far till ishockeyspelaren Philip McRae som tillhör St. Louis Blues-organisation och spelar för deras primära samarbetspartner Chicago Wolves i AHL.

## Statistik
| 1977–1978  | Seneca Nationals      | OHA-B      | 36  | 21 | 38  | 59  | 80   | —  | — | — | —  | —   |
| 1978–1979  | London Knights        | OMJHL      | 66  | 13 | 28  | 41  | 79   | 7  | 0 | 0 | 0  | 0   |
| 1979–1980  | London Knights        | OHL        | 67  | 23 | 35  | 58  | 116  | 5  | 0 | 0 | 0  | 18  |
| 1980–1981  | London Knights        | OHL        | 65  | 29 | 23  | 52  | 266  | —  | — | — | —  | —   |
| 1981–1982  | Québec Nordiques      | NHL        | 20  | 4  | 3   | 7   | 69   | 9  | 1 | 0 | 1  | 34  |
|            | Fredericton Express   | AHL        | 57  | 11 | 15  | 26  | 175  | —  | — | — | —  | —   |
| 1982–1983  | Québec Nordiques      | NHL        | 22  | 1  | 1   | 2   | 59   | —  | — | — | —  | —   |
|            | Fredericton Express   | AHL        | 53  | 22 | 19  | 41  | 146  | 12 | 1 | 5 | 6  | 75  |
| 1983–1984  | Toronto Maple Leafs   | NHL        | 3   | 0  | 0   | 0   | 19   | —  | — | — | —  | —   |
|            | St. Catharines Saints | AHL        | 78  | 14 | 25  | 39  | 187  | 6  | 0 | 0 | 0  | 40  |
| 1984–1985  | Toronto Maple Leafs   | NHL        | 1   | 0  | 0   | 0   | 0    | —  | — | — | —  | —   |
|            | St. Catharines Saints | AHL        | 72  | 30 | 25  | 55  | 186  | —  | — | — | —  | —   |
| 1985–1986  | Detroit Red Wings     | NHL        | 4   | 0  | 0   | 0   | 5    | —  | — | — | —  | —   |
|            | Adirondack Red Wings  | AHL        | 69  | 22 | 30  | 52  | 259  | 17 | 5 | 4 | 9  | 101 |
| 1986–1987  | Detroit Red Wings     | NHL        | 36  | 2  | 2   | 4   | 193  | —  | — | — | —  | —   |
|            | Québec Nordiques      | NHL        | 33  | 9  | 5   | 14  | 149  | 13 | 3 | 1 | 4  | 99  |
| 1987–1988  | Minnesota North Stars | NHL        | 80  | 5  | 11  | 16  | 378  | —  | — | — | —  | —   |
| 1988–1989  | Minnesota North Stars | NHL        | 78  | 12 | 19  | 31  | 365  | 5  | 0 | 0 | 0  | 58  |
| 1989–1990  | Minnesota North Stars | NHL        | 66  | 9  | 17  | 26  | 351  | 7  | 1 | 0 | 1  | 24  |
| 1990–1991  | Minnesota North Stars | NHL        | 40  | 1  | 3   | 4   | 224  | 22 | 1 | 1 | 2  | 94  |
| 1991–1992  | Minnesota North Stars | NHL        | 59  | 5  | 8   | 13  | 245  | —  | — | — | —  | —   |
| 1992–1993  | Tampa Bay Lightning   | NHL        | 59  | 5  | 8   | 13  | 245  | —  | — | — | —  | —   |
|            | St. Louis Blues       | NHL        | 33  | 1  | 3   | 4   | 98   | 11 | 0 | 1 | 1  | 24  |
| 1993–1994  | St. Louis Blues       | NHL        | 40  | 1  | 2   | 3   | 103  | 2  | 0 | 0 | 0  | 12  |
| 1994–1995  | St. Louis Blues       | NHL        | 21  | 0  | 5   | 5   | 72   | 7  | 2 | 1 | 3  | 4   |
|            | Peoria Rivermen       | IHL        | 2   | 0  | 0   | 0   | 12   | —  | — | — | —  | —   |
| 1995–1996  | St. Louis Blues       | NHL        | 18  | 1  | 1   | 2   | 40   | 2  | 0 | 0 | 0  | 0   |
| 1996–1997  | Chicago Blackhawks    | NHL        | 8   | 0  | 0   | 0   | 12   | —  | — | — | —  | —   |
| NHL totalt | NHL totalt            | NHL totalt | 576 | 53 | 83  | 136 | 2453 | 78 | 8 | 4 | 12 | 349 |
| AHL totalt | AHL totalt            | AHL totalt | 329 | 99 | 114 | 213 | 953  | 35 | 6 | 9 | 15 | 216 |
| IHL totalt | IHL totalt            | IHL totalt | 2   | 0  | 0   | 0   | 12   | —  | — | — | —  | —   |
| OHL totalt | OHL totalt            | OHL totalt | 198 | 65 | 86  | 151 | 461  | 12 | 0 | 0 | 0  | 18  |